# 哈加伊·阿米尔
哈加伊·阿米尔（希伯來語：חגי עמיר，羅馬化：Hagai Amir，1968年—），是伊加爾·阿米爾的兄弟及同謀。伊加爾是谋杀伊扎克·拉宾的兇手，被判處無期徒刑並服刑中。
哈加伊·阿米尔被指控共同謀害伊扎克·拉宾、策划袭击巴勒斯坦人及多項買賣武器的罪行。2006年4月27日，他因威胁殺害当时的以色列总理阿里埃勒·沙龙而被定罪。在内坦亚裁判法院的审判中，他被判处有期徒刑一年，其中半年添加到他原有的刑期中。
哈加伊在拉姆拉的阿亞隆監獄服刑。2012年5月4日，他被釋放出獄。